# 38269 Gueymard
38269 Gueymard è un asteroide della fascia principale. Scoperto nel 1999, presenta un'orbita caratterizzata da un semiasse maggiore pari a 2,9863510 UA e da un'eccentricità di 0,0328803, inclinata di 10,40643° rispetto all'eclittica.
L'asteroide è dedicato allo statunitense Adolphe G. Gueymard, finanziatore dell'osservatorio da cui è stato scoperto l'asteroide.